# Роман Ружинов
Роман Ружинов е бивш български футболист, нападател. Роден е на 11 май 1968 г. в Пазарджик. Играл е за Хебър, Хасково и Родопа. В А група има 50 мача и 8 гола. Има 6 мача за младежкия национален отбор.

## Статистика по сезони
- Хебър – 1985/86 – В група, 17 мача/3 гола
- Хебър – 1986/87 – В група, 26/5
- Хасково – 1987/88 – Б група, 31/4
- Хебър – 1988/ес. - Б група, 7/2
- Хасково – 1989/пр. - Б група, 12/3
- Хасково – 1989/90 – Б група, 33/10
- Хебър – 1990/91 – Б група, 35/8
- Хебър – 1991/92 – А група, 24/1
- Хасково – 1992/93 – А група, 26/7
- Хебър – 1993/94 – Б група, 28/10
- Хасково – 1994/95 – Б група, 29/15
- Хасково – 1995/96 – Б група, 34/6
- Хасково – 1996/97 – Б група, 27/4
- Хебър – 1997/98 – В група, 30/5
- Родопа – 1998/ес. - В група, 12/4
- Хебър – 1999/пр. - В група, 15/6
- Хебър – 1999/00 – В група, 21/3
- Родопа – 2000/01 – В група, 17/3
- Родопа – 2001/02 – В група, 19/5